# Batalla de Zela (67 a. C.)
La batalla de Zela del año 67 a. C. sucedió cerca de la ciudad de Zile en el Reino del Ponto durante la tercera guerra mitridática. Su resultado favorable a los pónticos permitió a su rey Mitrídates VI recuperar nuevamente su trono temporalmente hasta la campaña final de Cneo Pompeyo Magno.
En la primavera del año 67 a. C. la mayoría de las tropas romanas dejaron el Ponto y se dirigieron a Mesopotamia, quedando sólo dos legiones fimbrias que se negaron a partir, convirtiéndose en una presa fácil para Mitrídates VI. El legado romano Gayo Valerio Triario movilizó a esclavos para que lucharan junto a los legionarios pero a pesar de estos refuerzos en un primer enfrentamiento fueron derrotados por los pónticos, donde los romanos perdieron 500 hombres y Mitrídates fue herido en la cara por una flecha de la que se recuperó poco después.
En un segundo encuentro cerca de Zile los romanos intentaron recuperar la iniciativa de la campaña. La batalla fue precedida por un violento tornado que ambas partes interpretaron como presagio de un encuentro final y decisivo. Los romanos atacaron el campamento enemigo de Zela por la noche siendo repelidos y empujados contra sus propias trincheras que terminaron por llenarse de cadáveres de su ejército. Mitrídates fue herido nuevamente de gravedad, pero gracias a la intervención de un shaman llamado Agari se curó con veneno de serpiente y pudo volver a cabalgar tan solo unas pocas horas después. El ejército romano resultó por su parte destruido.